# Ловжанский сельсовет
Ловжанский сельсовет — административная единица на территории Шумилинского района Витебской области Республики Беларусь. Административный центр — агрогородок Никитиха.

## Состав
Ловжанский сельсовет включает 33 населённых пункта:
- Барсуки — деревня
- Будоболь — деревня
- Бывалино — деревня
- Губица — деревня
- Добрино — деревня
- Долгая Нива — деревня
- Залесье — деревня
- Залужье — деревня
- Крицкие — деревня
- Латково — деревня
- Лобатка — деревня
- Ловша — деревня
- Лосвицкие — деревня
- Ляхово — деревня
- Мазурино — деревня
- Малышки — деревня
- Маринкино — деревня
- Мерзляки — деревня
- Мясоедово — деревня
- Никитиха — агрогородок
- Оболонье — деревня
- Плиговки 1 — деревня
- Плиговки 2 — деревня
- Победа — деревня
- Пуща — деревня
- Пущевые — деревня
- Сахоненки — деревня
- Сидоровщина — деревня
- Слобода — деревня
- Спасское — деревня
- Станиславово — деревня
- Цевьи — деревня
- Юрово — деревня

Упразднённые населённые пункты на территории сельсовета:
- Гарбузы — деревня
- Морги — деревня
- Ровенец — деревня